# Arte marcial

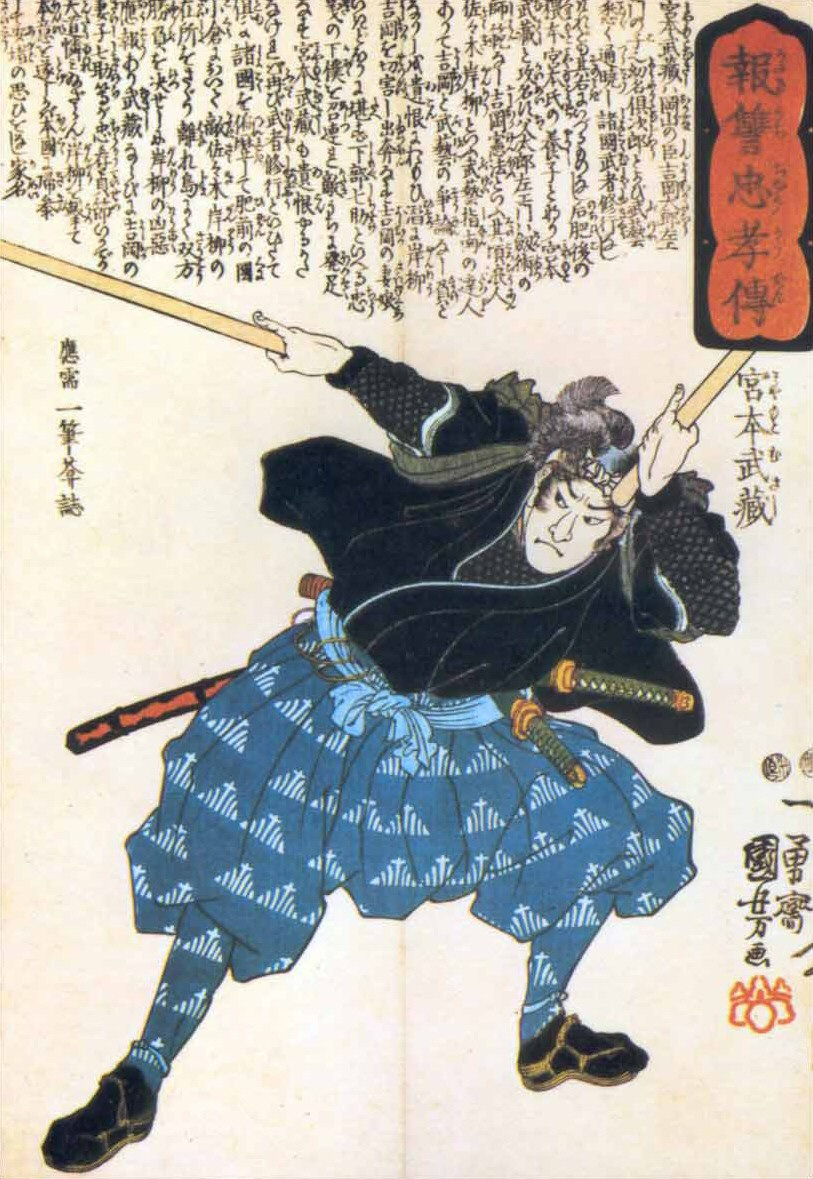
El guerrero japonés Miyamoto Musashi (1584-1645), autor de El libro de los cinco anillos, sobre artes marciales.

Las artes marciales, también llamadas artes militares o artes castrenses, son prácticas y tradiciones cuyo objetivo es someter o defenderse mediante una técnica concreta.
Hay varios estilos y escuelas de artes marciales que habitualmente excluyen el empleo de armas de fuego u otro tipo de armamento moderno. A su vez, lo que diferencia a las artes marciales de la mera belicosidad o violencia física (pelea callejera) es la organización de sus técnicas y tácticas en un sistema coherente; la adhesión a una filosofía de vida o código de conducta y la codificación de métodos efectivos probados en la Antigüedad. En la actualidad, las artes marciales se practican por diferentes razones: La salud, la protección personal, el desarrollo personal, la disciplina mental, la forja del carácter y la autoconfianza. El significado estricto es el de ‘artes militares’, por extensión se aplica a todo tipo de estilos de artes de lucha cuerpo a cuerpo y al uso de armas tradicionales tales como la esgrima antigua.

## Introducción
En lo que respecta a las artes marciales de origen oriental, se establece un comienzo a partir de la visita de Gautama el Buda (500 a. C. aprox.) a China, donde él bendice a los desarrolladores con el conocimiento del Qí, principio activo de la cultura china tradicional que forma parte de todo ser vivo y que podría traducirse como "flujo vital de energía". Esto los invitó a reflexionar en una nueva manera de movimientos armónicos donde el Qí circulara correctamente a través del cuerpo y se manifestara al exterior con belleza, suavidad, facilidad y potencia. A partir del conocimiento de la energía inicia uno de los desarrollos más antiguos de las artes corporales como herramienta marcial.
Sin embargo, hasta el siglo XIX no surge el concepto y término moderno de artes marciales, el cual deriva de los caracteres chinos wǔ shù 武術 y wǔ yì 武藝. Por su parte, el nombre marcial proviene de Marte, el dios de la guerra romano. Las artes marciales orientales, en algunos casos, se practicaban en círculos cerrados o eran distintivas de una élite relacionada con la milicia y la nobleza, como fue el caso de los guerreros samurái, y su contenido iba mucho más allá de lo que constituía el entrenamiento de las tropas.
El diccionario chino-inglés Chinese-English Dictionary (1882), de Herbert Giles, traduce wǔ yì como ‘artes militares’. Por su parte, no se emplea el término wǔ shù hasta 1931, en el Chinese-English Dictionary de Mathews. El término también aparece en 1920, en el Japanese-English Dictionary, de Takenobu, en la traducción del japonés bu-gei (武芸) o bu-jutsu (武術), como "el oficio o desempeño de los asuntos militares". Otras pronunciaciones comunes del par de caracteres 武術 son: mou seut, en cantonés, y võ-thuật, en vietnamita. En China, durante el Periodo Republicano, de 1928 a 1949, los sistemas de lucha chinos se denominaron guoshu o kuoshu (國術, "habilidad nacional").

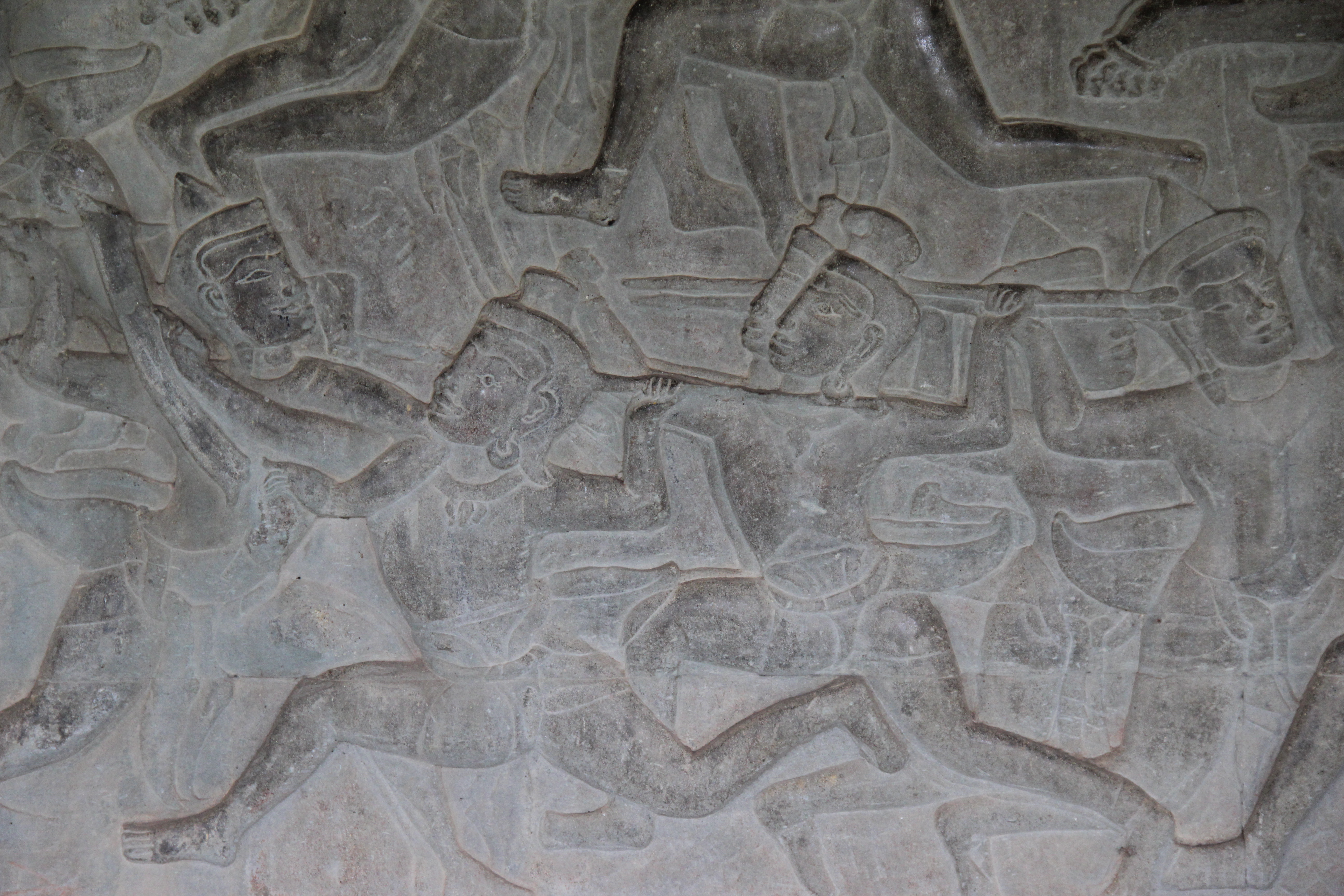
Artes marciales Imperio jemer, bajorrelieve en Angkor Wat

El origen del concepto de artes marciales está relacionado con la irrupción de la Edad Moderna en el este de Asia en el siglo XIX. Este fenómeno supuso la transformación de las estructuras sociales feudales; el inicio en el empleo de las armas de fuego, las cuales hacían perder vigencia a las formas tradicionales de lucha y la desaparición de los principios por los que se regía el mundo oriental. En China y en Corea, por el contrario, durante el siglo XIX y comienzos del XX se veía con desprecio a las artes marciales y a sus practicantes debido al auge del confucionismo como parte de las políticas del Estado. En consecuencia, el componente militar de la nación quedó debilitado.
Cuando las artes militares tradicionales perdieron su lugar crucial en el dominio de la sociedad y la defensa del país, se transformaron en una opción para el desarrollo físico y moral de la nación, con objeto de mejorar física y espiritualmente a la población, lo que contribuyó a que se perdiera gran parte del conocimiento de las aplicaciones prácticas de las mismas.

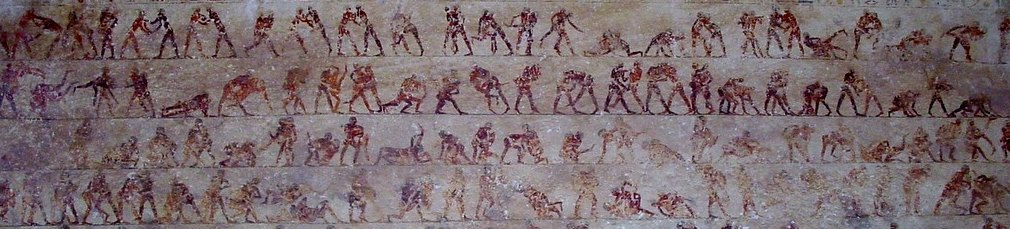
Escenas de lucha en las tumbas egipcias de Beni Hassan

En la actualidad, las artes marciales tradicionales orientales aún incluyen la práctica de un código ético preciso que tiene sus raíces en las filosofías de Oriente, como el confucionismo chino, el sintoísmo japonés y el budismo zen (chan 禪). Además, algunas artes marciales, como el taichí chuan, se preservan hoy día como una práctica para mejorar la salud física y mental.[cita requerida]
En China, por su parte, se inventó el chuan fa o kung-fu, que dio lugar más tarde al wushu.[cita requerida] En Japón, en cambio, aparecieron los do (o ‘caminos’) como el karate-do, el judo, el aikido, el kendo y el kobudo.[cita requerida] A través de estas disciplinas, se desarrollaron más tarde en Corea el taekwondo, el tangsudo, el hapkido y el hankido.
El éxito de las artes marciales tradicionales, que surgieron como una re-interpretación de las artes militares históricas, propició que se recuperasen en diversas culturas los sistemas de lucha con y sin armas clásicas. Así, en Japón se diferencian las antiguas escuelas clásicas conocidas como "koryu budo", en relación con las artes marciales tradicionales modernas, surgidas tras la restauración Meiji (1868) o "gendai budo", y en China, las artes marciales han derivado en el wushu moderno.
Algunas artes marciales, y en particular las artes marciales originadas en China, Japón y Corea, van más allá de las aplicaciones físicas, e incluyen conocimientos de traumatología, regulación psicofísica ("chi kung" o "qigong"), terapéutica (acupuntura, digitopuntura, herboristería) y otras áreas relacionadas con la medicina china tradicional. Esto es una extensión natural del arte marcial, debido a que, a un nivel avanzado, las técnicas sacan provecho de un detallado conocimiento de la fisiología y del funcionamiento energético en el organismo del adversario, con objeto de incrementar la eficiencia de las mismas.
Además, los practicantes de diversas artes marciales tradicionales han comenzado a redescubrir los diferentes métodos de construcción de armas antiguas, desde la forja de espadas hasta la ensambladura de catapultas y la elaboración de las torres de asedio, incluida la reproducción de armaduras y vestidos; y a investigar acerca de las costumbres y conocimientos tradicionales originarios de estas técnicas.
Otras artes marciales tienen otros orígenes, como por ejemplo el capoeira, de origen afro-brasileño.
También el boxeo es considerado un arte marcial por algunas corrientes.

## Clasificación
Una de las clasificaciones generales de las artes marciales es la división entre sistemas sin armas y sistemas con armas.
La mayoría de artes marciales están especializadas en un tipo de armas o un tipo de técnicas a mano desnuda (sin armas). Sin embargo, algunas se declaran sistemas completos con y sin armas. Ejemplos de estas son la mayoría de las artes marciales clásicas de China, como el kung-fu tipo shaolín o los estilos taoístas; algunas artes marciales japonesas como el ninjutsu, e incluso artes modernas como el hapkido.
Los sistemas con armas incluyen como armas principales:
- El arco
- La lanza
- La espada
- Los bastones de diferentes longitudes, grosores y materiales

Existen asimismo múltiples armas secundarias como cadenas, mazas, hachas y cuchillos.
Las técnicas desarrolladas en los sistemas sin armas pueden consistir en golpes como puñetazos, golpes de mano abierta, patadas o técnicas de lucha, como los agarres, las luxaciones, las estrangulaciones, las proyecciones y las inmovilizaciones, y pueden atender a la existencia o no de armadura por parte del oponente.

## Métodos
Un procedimiento común de entrenamiento consiste en la práctica de un grupo de técnicas encadenadas y codificadas en una serie. Se conoce como estructura o, más popularmente, como forma (kata, poomse, chuan tao, kuen, tao lu, hyung o tul). La práctica de formas es un método de aprendizaje y entrenamiento de técnicas con una aplicación específica.
Otro sistema de entrenamiento es el de lucha simulada con un compañero o ejercicios por parejas (sparring, randori, kumite, tui shou, rou shou, chi sao, san shou), en el que se entrenan técnicas de lucha con un compañero con el objetivo de aprender, a diferencia del combate o la competición, donde el objetivo es la victoria.

## Historia

### Egipto, Grecia, África y Roma

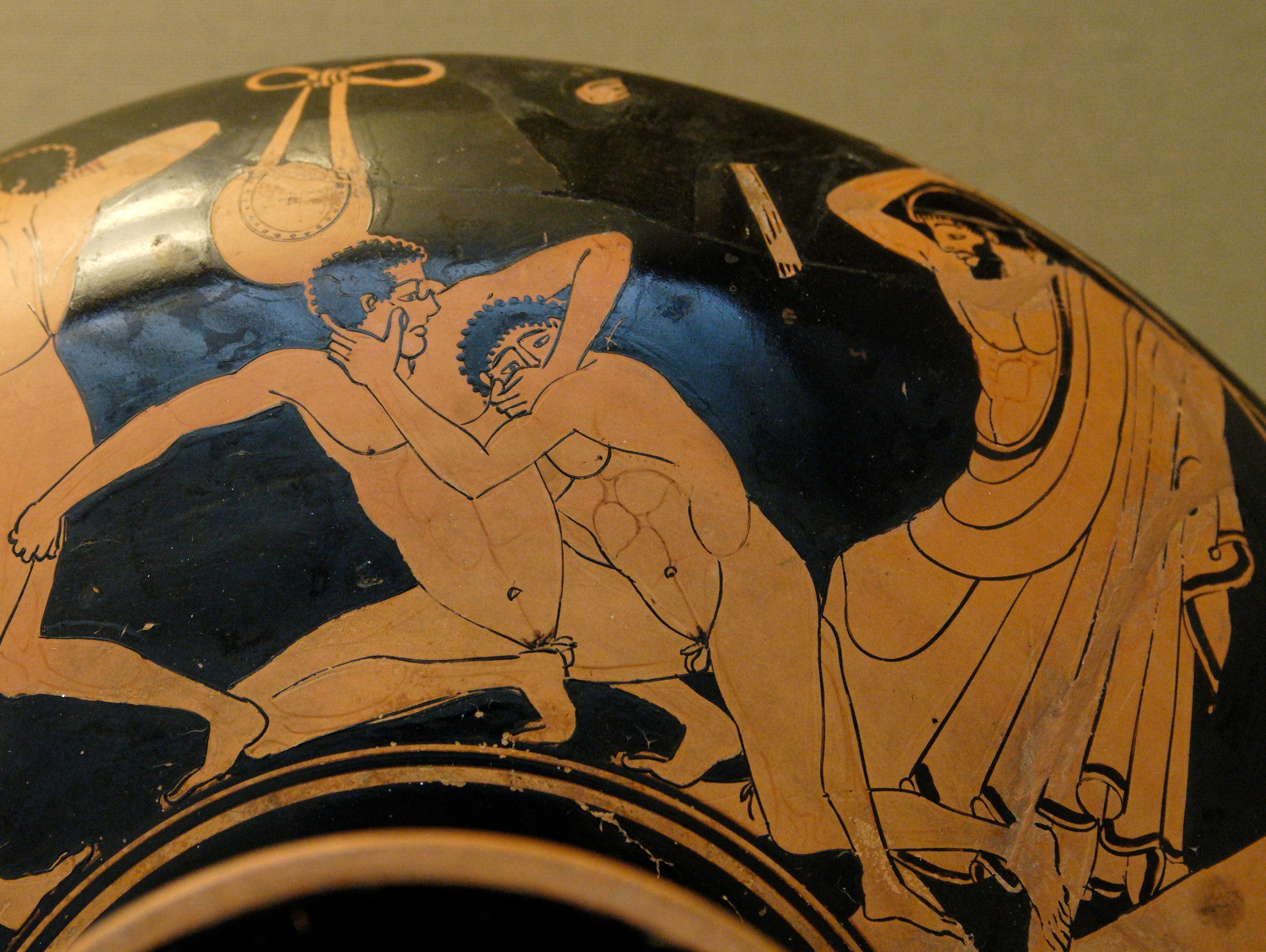
En el pankration, uno de los luchadores ataca los ojos de su oponente, mientras el juez se prepara a castigar al infractor.

No existen documentos que ayuden a ubicar con exactitud cuándo se originaron las artes marciales, debido a que esto conlleva un largo proceso de desarrollo. Sin embargo, se puede decir que el método de combate más antiguo del que se tiene conocimiento en diferentes civilizaciones es la lucha.
En las tumbas de Beni Hassan, en Egipto, se encuentran pinturas que datan del 2000 a. C. En estas, se muestran luchadores practicando toda una serie de movimientos, como lanzamientos y sumisiones. Los luchadores de Nubia, en África, eran tenidos en alta estima por su habilidad. En las tumbas egipcias de Amarna, que datan del siglo XIV a. C. en el 1350 a. C., aparecen pinturas que muestran luchadores egipcios practicando la pelea con bastones cortos, haciendo uso de protecciones en los antebrazos, además de la lucha. En murales del arte de Mesopotamia, aparecen imágenes de personas practicándola también.[cita requerida]
Los guerreros zulúes del sur del continente africano desarrollaron tácticas y técnicas para la pelea con armas como el garrote, la lanza y el escudo. El guerrero Shaka (siglos XVIII y XIX) revolucionó las técnicas de guerra en masa, con la adición del assagai (una lanza para apuñalar, con un mango más corto), así como la manera en que entrenó a su ejército y las tácticas utilizadas contra otras tribus africanas y posteriormente contra los ingleses.

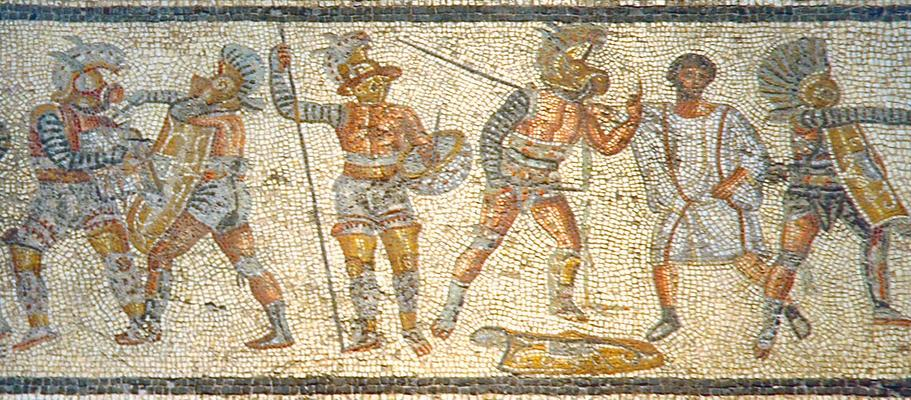
Gladiadores, en el mosaico de Zilten (Libia,).

En Grecia, se practicaban tres tipos de sistemas de combate que no solo tomaban parte en los juegos de Olimpia, sino que también servían para mantener el estado físico de sus ciudadanos y prepararlos para la guerra: El boxeo, la lucha y el pankration, todos ellos métodos de combate. En diferentes expresiones artísticas griegas, se observan diferentes técnicas de pelea, inclusive el uso de técnicas «sucias», como ataques a los ojos y mordiscos. A su vez, debieron de desarrollar técnicas para el uso de armas. En Esparta, por su parte, se enfatizó la práctica marcial desde una edad temprana. Como ejemplo de su aplicación, está el uso de la falange, una formación de combate, que le sirvió al ejército griego para la expansión de su imperio. Algunas personas han sugerido que durante la ocupación de la India (326-321 a. C.) por parte del emperador Alejandro Magno (356-323 a. C.), las técnicas de lucha griega fueron absorbidas en las técnicas indias y estas, a su vez, fueron introducidas en China por el monje Bodhidharma. Sin embargo, estas hipótesis no tienen hasta la fecha ningún soporte histórico serio.
En la Roma antigua existía la lucha, practicada incluso con armas, en espectáculos como los combates de gladiadores en el Coliseo romano, entre otros. El ejército romano hacía énfasis en la pelea en grupos; mientras que los gladiadores eran entrenados en la pelea individual. Estos guerreros eran esclavos que debían ser eficientes en el uso de un gran número de armas, así como en combate a mano desnuda. Dos tipos de gladiadores famosos son el tracio y el retiarius. Al primero se le armaba con una sica (espada tracia), con un yelmo y con un escudo pequeño rectangular (parma), del que se publicaron manuales de entrenamiento. Al retiarius se le armó con un tridente o arpón, una red y una daga. A su vez, los gladiadores fueron expertos en boxeo (usaban el caestus) y en la lucha, como se ve en frescos del período.

### China, Corea y Japón

#### Artes marciales en China
Referencias sobre las artes marciales de China ubican su origen en el 2100 a. C., aunque no se tiene certeza sobre su antigüedad real. La razón de la supervivencia de las artes marciales ha sido el desarrollo de métodos de defensa y ataque en enfrentamientos de tipo físico, preponderando el uso del cuerpo, puños, manos, codos, rodillas, etcétera, con su máxima expresión en los conflictos bélicos. La asociación con métodos y filosofías religiosas en países como China se dieron a finales de la dinastía Ming, debido a la aparición de las armas de fuego, lo que causó que las técnicas del uso de armas blancas, así como la pelea con armas, comenzaran a perder su importancia en el teatro de la guerra.
Durante el fin de la dinastía Ming y durante la dinastía Qing, las artes marciales chinas comenzaron a verse como métodos para mejorar la salud y empezaron a combinarse con las prácticas calisténicas taoístas (daoyin), además de verse como formas de alcanzar la iluminación.
Ya aparecen referencias al shoubo ("técnicas de pelea"), al wuji ("técnicas de guerra") y al ji ji ("habilidad de pelea") antes de la construcción del monasterio shaolín y de la supuesta visita de Bodhidharma a China. La primera mención de la participación de monjes budistas en la guerra proviene de los trece monjes que ayudaron a capturar al sobrino de Wang Shichong. Tras lo que Li Shimin, primer emperador de la dinastía Tang, 618 a 907 d. C., recompensó al monasterio. No obstante, no existe ninguna referencia que mencione un estilo particular practicado por estos monjes.

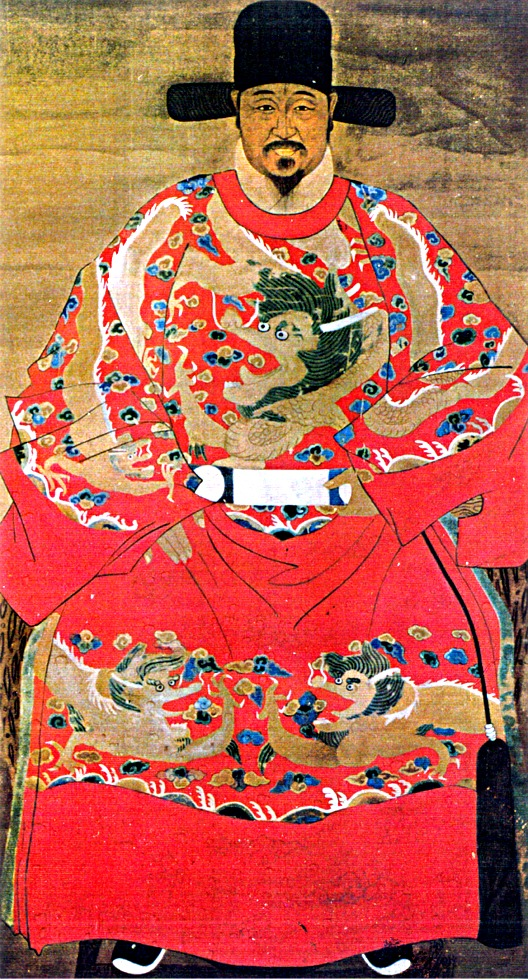
El general Qi Jiquan.

##### Monjes budistas
La participación de monjes budistas en actividades de guerra hace pensar que estos no eran monjes en el sentido estricto de la palabra. Las enseñanzas budistas consideran el matar a otro ser humano como la ofensa más seria y con el peor karma. La novela Shuǐhǔ Zhuàn (Bandidos del pantano o A la orilla del agua) menciona a un personaje llamado Lu Zhishen ("Lu, el Sagaz"), un oficial del ejército que, por haber asesinado a un hombre, se vio obligado a ocultarse en el monasterio de la montaña Wutai. Sin embargo, este «monje» que bebía vino, comía carne y al que le gustaba pelear fue enviado a otro monasterio, a causa de su mal comportamiento.
Este tipo de «monjes» aparecen en otras obras literarias como en el caso de Ji Gong. A su vez, en el siglo XVII, se mencionan muchos «monjes» que vivían en los alrededores del monasterio shaolín, violando las reglas y doctrinas budistas. Esto podría explicar la razón por la que algunos «monjes» no tenían ningún reparo en tomar una vida o comportarse de una manera opuesta a la de un monje budista. Durante las campañas en contra de los piratas japoneses o "wako" en la dinastía Ming, se hace la primera mención de un sistema de combate originado en el monasterio shaolín. Las técnicas de bastón fueron consideradas por el general Qi Jiguang, mientras que fueron criticadas por el general Yu Dayou (compañero de armas del general Qi), quien reclutó a un pequeño grupo de monjes y les enseñó sus propias técnicas de combate con el bastón, para que a su vez estos se las enseñaran a sus compañeros.

##### Dinastía Ming
Durante la dinastía Ming, el general Qi, en su libro Ji xiao xin shu (Libro de disciplina efectiva), menciona que las técnicas de combate a mano desnuda son una preparación para las técnicas de combate con armas. En este libro, Qi dedica secciones a la lucha con bastón y espada a dos manos que fueron copiadas de las armas usadas por los piratas japoneses, quienes las emplearon con mortal efectividad. Otras secciones incluyen la lucha con lanza, tridente, sable y escudo, armas de fuego, entre otras.
Qi creó la primera rutina por escrito de técnicas de mano desnuda. Esta combinó técnicas de una docena de otros sistemas conocidos en su tiempo. También ideó la formación de combate pato mandarín, que incluía a un líder, a dos soldados armados con sables y escudos, a dos con lanzas de bambú con muchas puntas (langxian), a cuatro con lanzas largas, a dos con tridentes o sables de dos manos, y a un cocinero. Si el líder de la unidad moría, los soldados de toda la unidad eran ejecutados.

##### Dinastía Qing; período Republicano (1912-1947); Revolución China (Mao Zedong)
Durante la dinastía Qing, se difundieron historias que consideraban a Bodhidharma, al templo shaolín, a Zhang Zanfeng y al general Yue Fei, entre otros, los fundadores de muchos estilos marciales. En este período, se usaban prácticas esotéricas y encantamientos, con la creencia de que estos les darían a los miembros de las sectas pseudo-religiosas/marciales el poder de resistir las armas de fuego. La revolución de los boxeadores aumentó aún más este tipo de ideologías como inspiración ante la intervención extranjera en China. Durante el período Republicano, se intentó eliminar este tipo de mitos y se comenzó a usar un método más elaborado y técnico. Historiadores como Tang Hao escriben acerca del origen de las artes de combate chino y refutan las creencias que hasta el momento se tenían sobre estos sistemas. La práctica marcial de este período también se caracterizó por el rechazo de aquellos elementos de exhibición y su enfoque en la aplicación práctica en combate. Se inauguró la Academia Central de Artes Marciales de Nankín, Zhongyang Guoshuguan (en 1928), cuyo objetivo era el de fortalecer a la nación mediante la práctica de las artes marciales. En este período, a los sistemas de combate chino se les llamaron guoshu ("habilidad nacional").
La Revolución China, impulsada por Mao Zedong en 1949, cambió todo esto y enfocó la práctica marcial a la exhibición, con lo que se crea el wushu moderno.

#### Artes marciales en Japón
La historia de la evolución de las artes marciales del Japón es escasa; los registros más antiguos provienen de fuentes chinas.
En la Historia del reinado de Wei (Weizhi), del año 297 d. C., se menciona a cientos de poblaciones que viven en paz en las islas japonesas. En la Historia de Han (Hou Hanshu), en cambio, se lee acerca de un período de gran inestabilidad y guerra.

##### El sumo
La referencia más antigua acerca de la práctica del sumo podría encontrarse en el 23 a. C., pero la primera mención como arte marcial se registró más recientemente en el 720 d. C., en el Nihon soki. Sin embargo, utiliza la palabra china jueli. En el 682 d. C., se utiliza la palabra xiangpu, en chino ("sumo").

##### Dinastía Tang en Japón;sigloXVI
Durante la dinastía Tang, Japón tuvo el mayor contacto cultural con China. Durante la primera mitad del siglo XVI, los piratas japoneses atacaron las costas del este de China, sus técnicas de sable a dos manos y la habilidad del tiro con arco demostraron su alto desarrollo técnico, mientras que los usos del sable sembraron el terror entre las filas chinas. Los métodos diseñados por Qi Jiguang se introdujeron en Japón, y aparecieron publicados en el Heiho hidensho (okugisho), un libro de estrategia escrito por Yamamoto Kanasuke, en el siglo XVI.

##### Conquista de China (Manchú); siglosXVIIyXVIII
Durante la conquista de China por parte de los manchú, muchos emigrantes viajaron a Japón; entre ellos, Chen Yuanyun (1587 a 1671) o Chen Gempin, en japonés. En los pergaminos de la escuela Kito-ryu (1779), localizada en los precintos de la capilla Atago, en Tokio, se lee: «La instrucción en kempo comenzó con el emigrante Chen Yuanyun.»

##### SigloXIX: karate
En el siglo XIX, se modificaron los sistemas de jiu jitsu, lo que dio lugar al judo, de Jigorō Kanō (1860 a 1938); al aikidō, de Morihei Ueshiba (1883 a 1969), y a las técnicas de la isla de Okinawa o tuidi / to-de y tegumi. Estos fueron organizados, y promovieron la creación del karate, método divulgado por Gichin Funakoshi (1868 a 1957).

##### Combate con bayoneta; década de 1930
Los métodos de combate con bayoneta japoneses o "juken jutsu" fueron estudiados por los miembros de la Academia de Guoshu, en Nankín, y se incluyeron como parte del entrenamiento tanto militar como civil en los años 30. En Japón, la clase guerrera japonesa o samurái unía la práctica del budismo zen con la de las artes de guerra, en el llamado camino del guerrero o Bushido, una tendencia que ha continuado hasta nuestros días.

##### Restauración del período Meiji
Durante la restauración del período Meiji, se originó el código del guerrero japonés Budo. Así, el budismo zen y las artes marciales japonesas sirvieron de apoyo e inspiración en el nacimiento del movimiento nacionalista que conllevó al inicio del expansionismo agresivo japonés y a la Segunda Guerra Mundial.

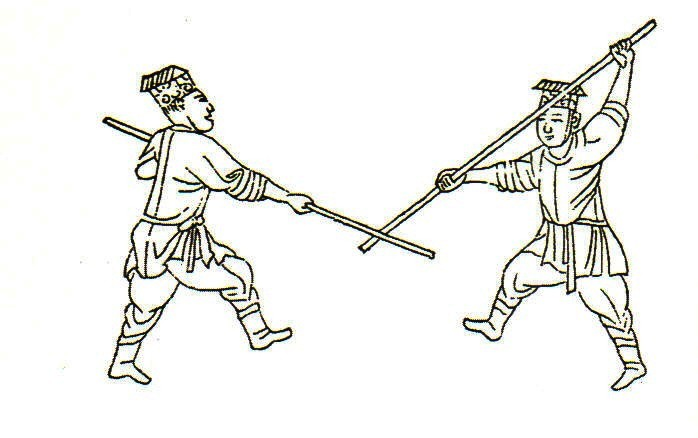
Escena del Manual ilustrado de las artes marciales del, impreso en Corea, el Muye Dobo Tongji.

#### Artes marciales en Corea
En la península coreana, la evidencia más antigua de la práctica marcial aparece en tumbas cercanas a la frontera noreste de China durante el reino de Koguryo (37 a. C. a 668 d. C.). Corea fue colonizada y quedó bajo el control militar chino entre el 108 a. C. y el 313 d. C. En algunos frescos se aprecian escenas de lucha (jueli, en chino; kajko, en coreano).
El rey Sunjo (1567 a 1608) ordenó a sus oficiales el estudio del libro escrito por el general chino Qi Jiguang, y la preparación de un libro similar, copiando los métodos de los soldados de la dinastía Ming. El rey Jungjo (1776 a 1800) ordenó expandir el manual usado por el ejército para incluir las técnicas de combate propias de los japoneses. Este libro se titula Muye Dobo Tongji (Manual ilustrado de artes marciales). En la introducción de este libro, el rey Jungjo escribió que el único sistema de combate oficial desde el reinado del rey Kwanhaekun (1608 a 1623) era la práctica del tiro con arco.
Los sistemas de combate coreano como el tang soo do (mano de la dinastía Tang), hwa rang do, taekkyon, neikung, kumdo, kuk sool won, entre otros, afirman ser totalmente coreanos y con cientos de años de antigüedad. Sin embargo, el Muye Dobo Tongji los contradice, considerando el nacimiento de las artes marciales coreanas actuales bajo influencia china o japonesa en su gran mayoría.

### Otros países
Un ejemplo de otros sistemas de combate que también ayudaron en la formación de imperios es el método de lucha bökh de Mongolia. Los ejércitos mongoles utilizaron la práctica de la lucha, los juegos a caballo y las competencias del tiro con arco para mantener a sus tropas en perfecta forma física. En la actualidad aún se practican estas habilidades durante la celebración del festival de verano conocido como naadam.
En 1295, se publicó en Alemania el manual más antiguo del que se tiene conocimiento el cual contiene técnicas para el combate con espada y escudo, entre muchas obras de este tipo publicadas en el continente europeo. En la Edad Media en Europa se publicaron manuales de combate como el Flos duellatorum (la flor de la batalla) en 1410, en la cual se describen técnicas con y sin armas. En las sagas vikingas se discuten, por su parte, tácticas de combate además de estrategia.

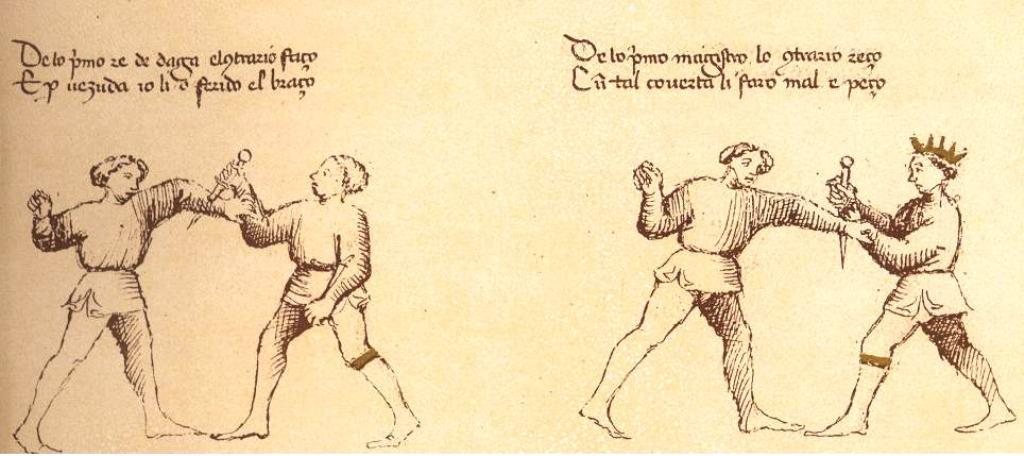
Manual Flos duellatorum (‘la flor de la batalla’), de Fiore dei Liberi, 1410.

En Tailandia y en Camboya, se originaron lo que hoy en día se conoce como muay thai o boxeo tailandés, y el bokator. Sin embargo, no existen fuentes fiables que narren los orígenes de este método de pelea. Otra forma de lucha que comparte el origen tailandés es el krabi krabong el cual se enfoca en el uso de armas como el bastón, el escudo o los sables dobles, entre otros.

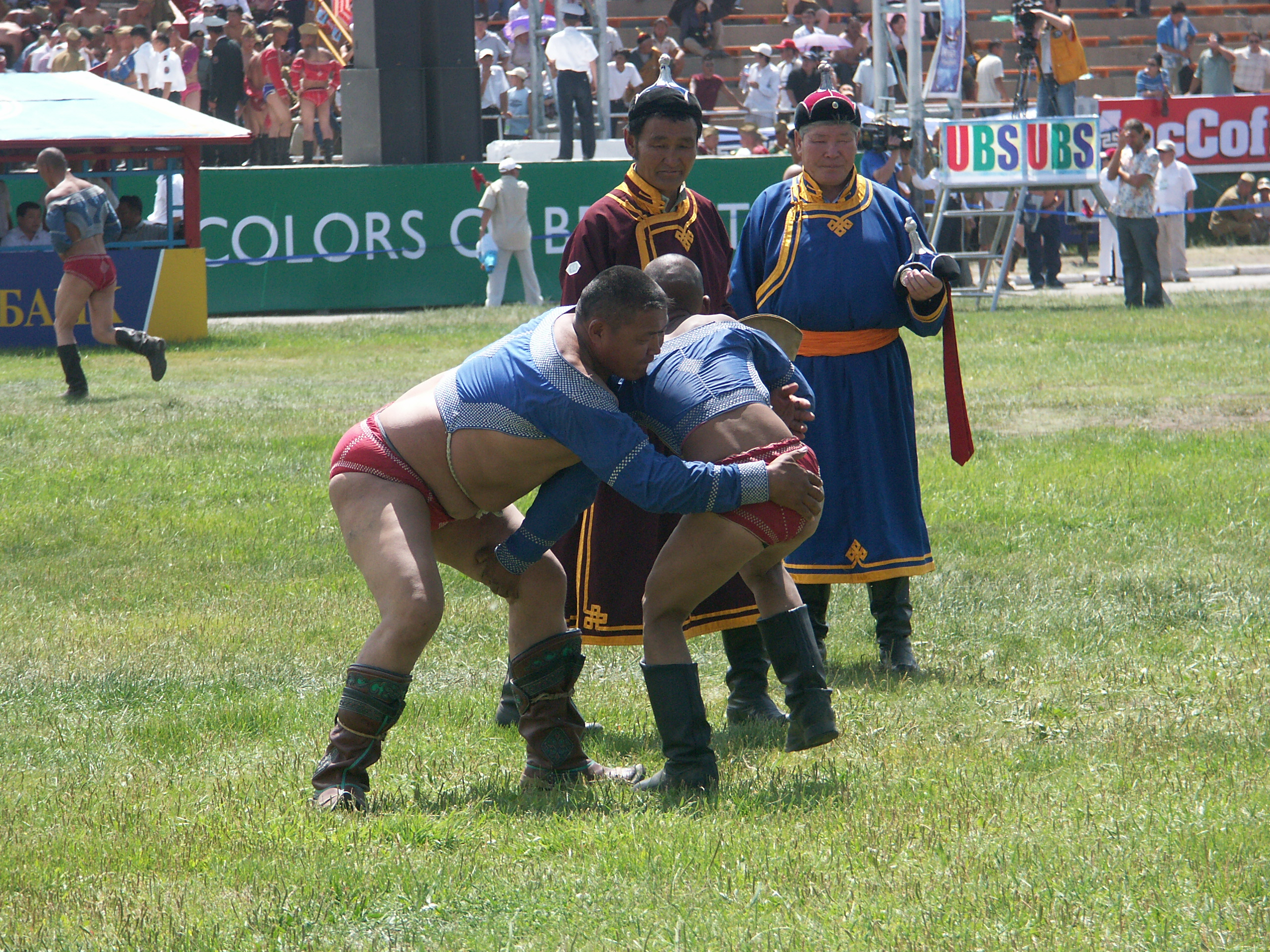
Lucha mongola en el festival de verano o naadam.

En la India existen dos tradiciones marciales consideradas como las más importantes. La tamil (dravidiana) y la sánscrita del Dhanur-veda (‘verdad sobre el arco’). En la primera, se tienen poemas escritos entre el 400 a. C. y el 600 d. C. donde se mencionan conflictos bélicos en el sur del país. Los guerreros se entrenaban en el uso de la lanza (vel), la espada (val) y el escudo (kedaham). Por otro lado, en la tradición sánscrita, el uso del arco y la flecha se consideraba como la más importante, como se lee en los escritos indios del Majabhárata y el Ramaiana. En los capítulos del Dhanur-veda, en cambio, se exponen temas tales como la organización de divisiones militares con carruajes de guerra, elefantes y caballos, infantería y lucha. También se describen cinco tipos de armas. A su vez, algunas tradiciones que han sobrevivido hasta la fecha son el varma ati (ataque a puntos vitales) y el silamban (pelea con bastón) de la tradición tamil nadú; el kalaripayatu, de la provincia de Kerala, que en la actualidad no incluye el combate libre, sino que se realizan combates preestabecidos y el mushti (lucha), dandi (pelea con bastón) del norte de India. Otras sistemas de pelea del continente indio son aquellos practicados por los sijes, a los cuales se les llama gatka.
En Rusia, la necesidad de enfrentar diversos enemigos bajo condiciones adversas de clima y terreno llevó al desarrollo de técnicas de lucha versátiles e instintivas por parte de los cosacos. Así se empezó, durante la primera mitad del siglo XX, una acumulación de conocimientos marciales que dio origen al método sambo.

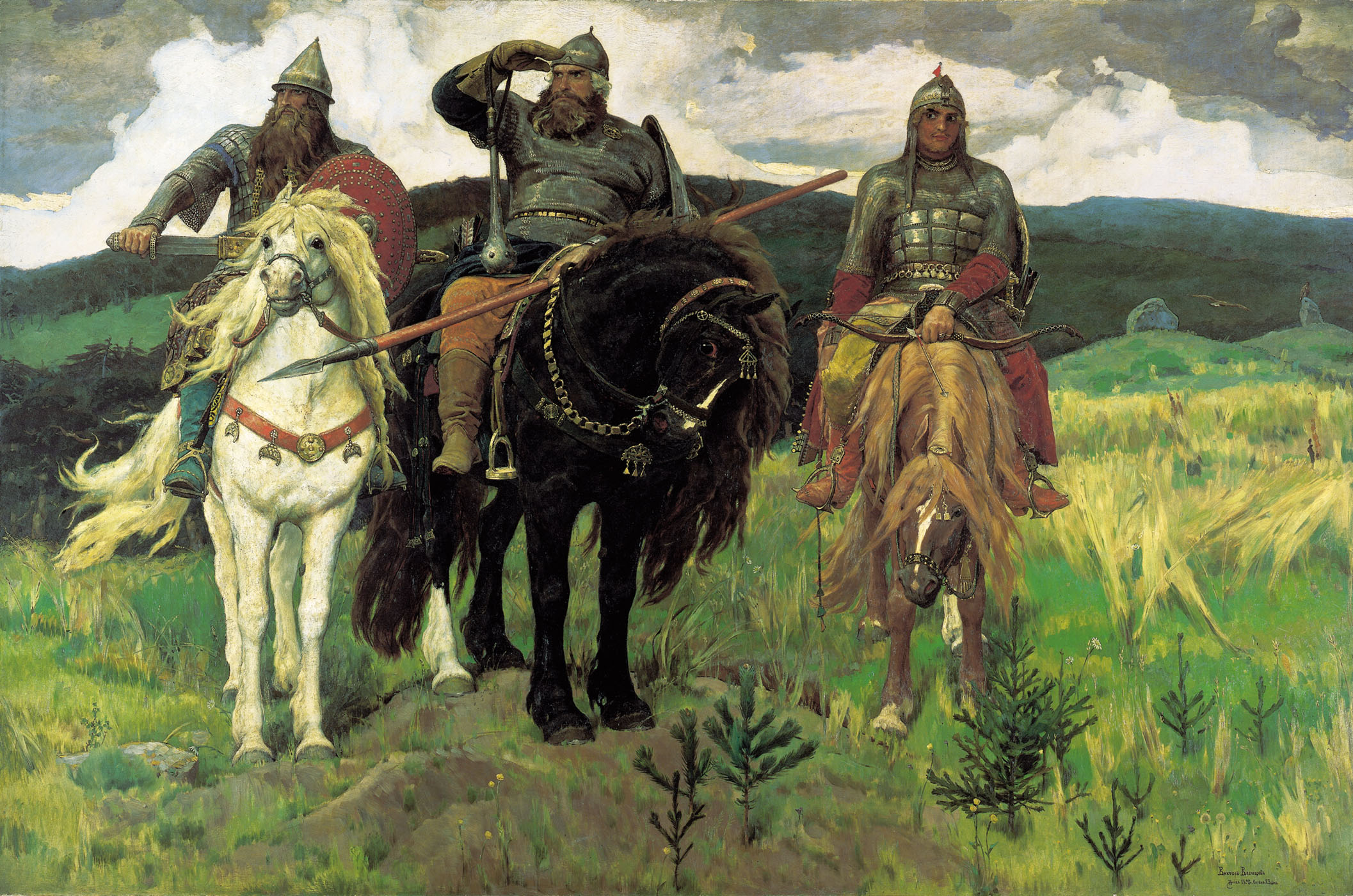
Las raíces del systema (de Rusia) se remontan al medieval.

Asimismo, existen otros sistemas de combate de reciente divulgación como el arnis / eskrima / kali (en Filipinas) y el silat (en Indonesia), que aún no han sido divulgadas, estructuradas en profundidad o promocionadas como deportes de combate en occidente debido a su gran variedad de estilos, y a que su principal enfoque sigue siendo la defensa personal y el uso en el combate armado.

### El enfoque de las artes marciales en elsigloXXI
A finales del siglo XX surgieron diferentes sistemas híbridos, es decir, derivados de las artes marciales tradicionales, que abarcan el combate militar o los deportes de combate. Algunos de reciente creación y desarrollo son: El krav magá israelí, el jiu-jitsu brasileño, el lima lama samoano, el kickboxing japonés, el hapkido coreano, el jeet kune do (creado por Bruce Lee) y las artes marciales mixtas o AMM (en inglés: MMA). En el caso del systema ruso este fue recuperado ya que durante la época soviética fue prohibido a la población siendo enseñado solo a los Spetsnaz.

### Artes marciales por continente
- Artes marciales de África
- Artes marciales de América
- Artes marciales de Asia y Oceanía
- Artes marciales de Europa y Oriente Medio
- Anexo: Artes marciales

### Organismos Internacionales
- Federación Internacional de Evaluación Marcial